# Juan Antonio de Frías y Escalante

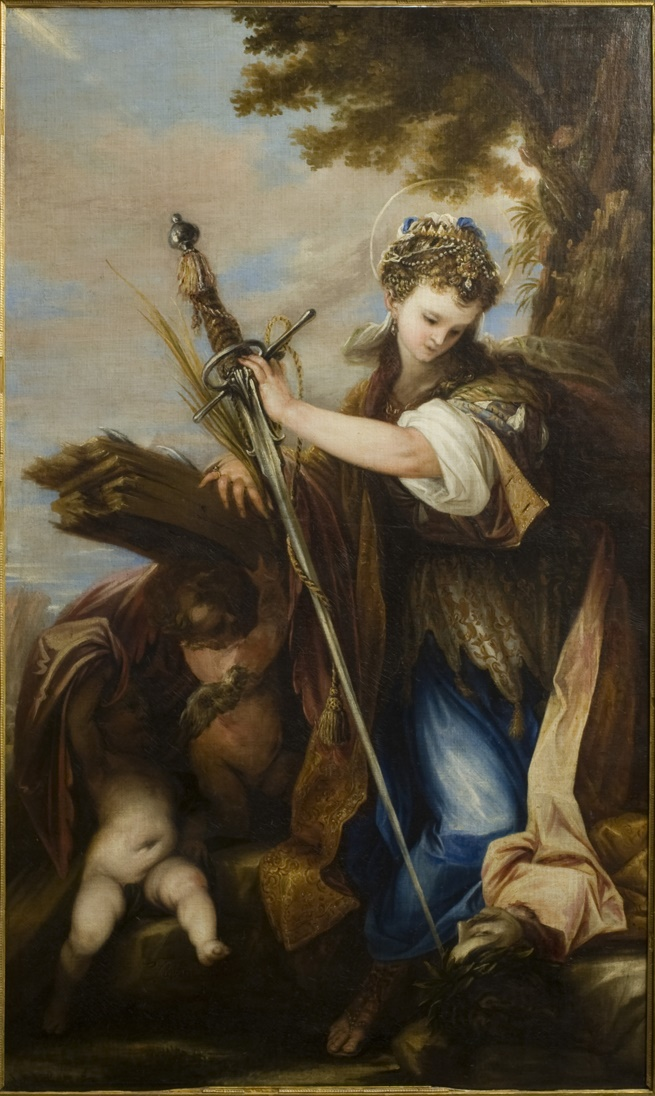
Santa Catalina de Alejandría,1660, óleo sobre lienzo, 190 x 120 cm, Madrid, Iglesia de los Santos Justo y Pastor (en depósito en la Catedral de la Almudena).

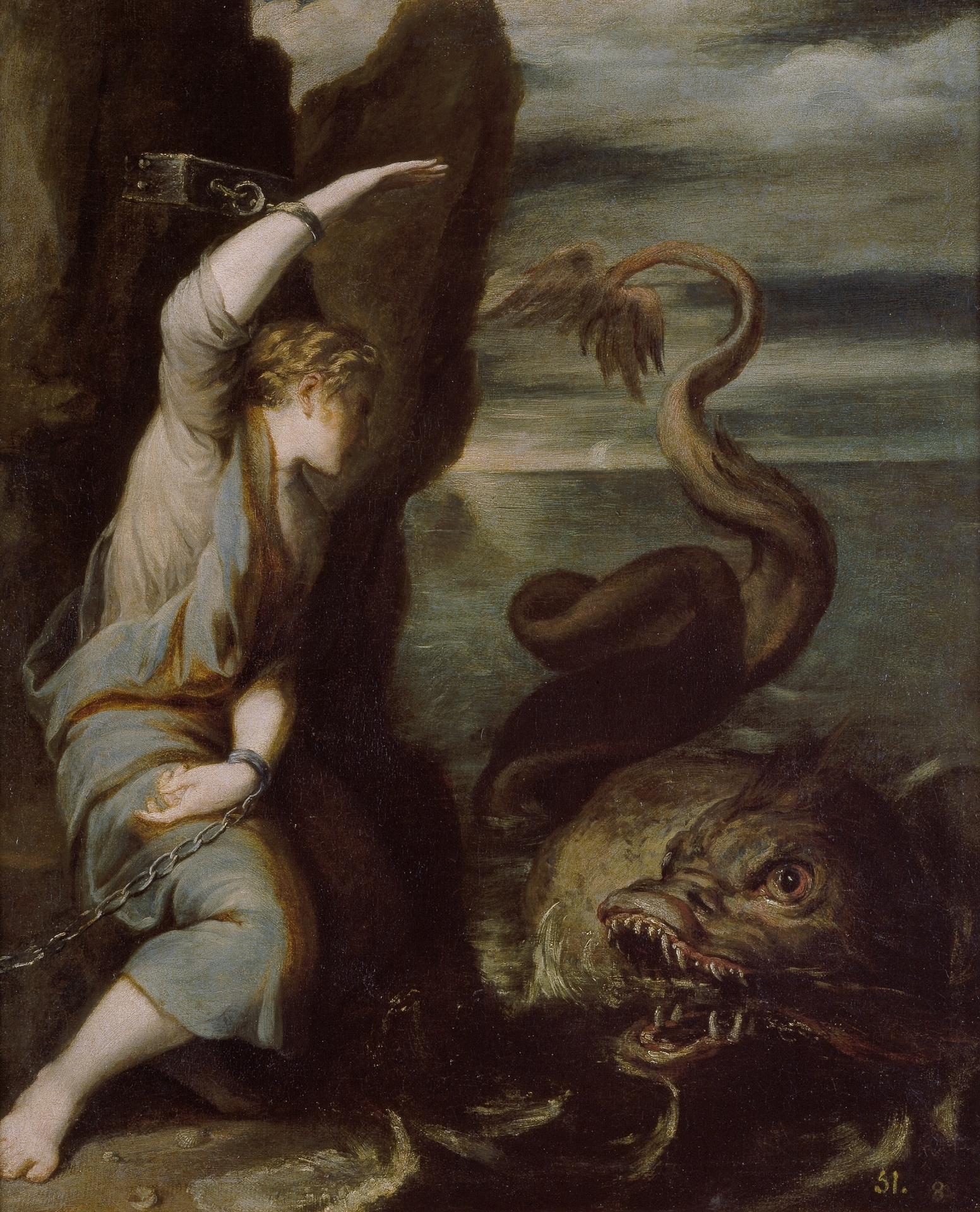
Andrómeda, óleo sobre lienzo, 64 x 78 cm, Madrid, Museo del Prado.

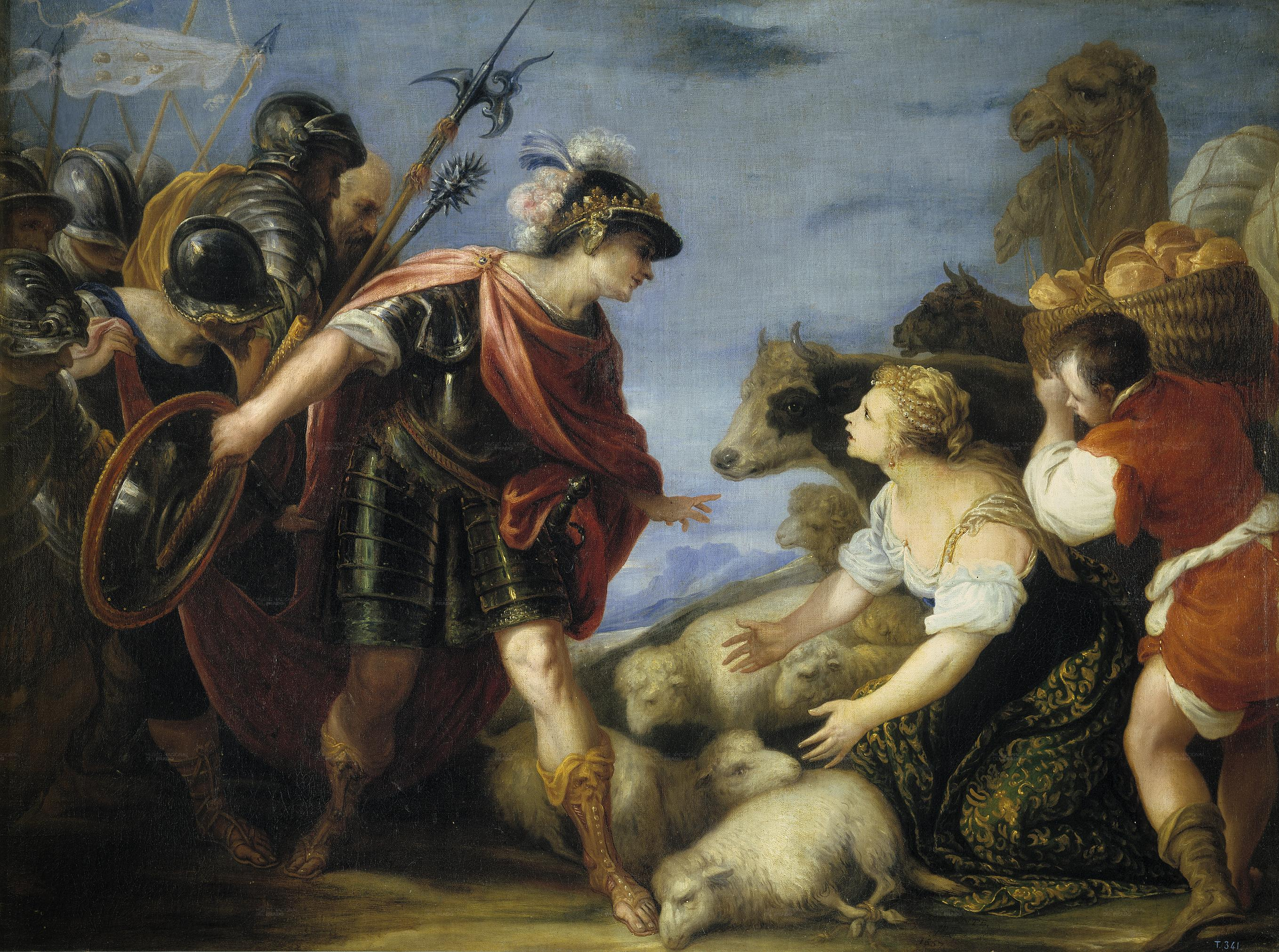
La prudente Abigail, 1667, óleo sobre lienzo, 113 x 152 cm, Madrid, Museo del Prado. Procedente del Convento de Nuestra Señora de la Merced, donde formaba parte de una serie de dieciocho pinturas, prefiguraciones de la Eucaristía.

Juan Antonio de Frías Escalante o, según firmaba, Juan Antonio Escalante (Córdoba, 1633-Madrid, 1669), fue un pintor barroco español del Siglo de Oro. 

## Biografía y obra
Muy joven se instaló en Madrid donde fue discípulo de Francisco Rizi, con quien mantuvo una estrecha relación, llegando a ser su albacea testamentario. A pesar de su temprana muerte, desarrolló una importante carrera trabajando casi exclusivamente para las iglesias y conventos de la Corte. Admirador de la pintura veneciana de Tintoretto y Veronés, como observó Palomino, quien le decía seguidor en todo de aquel estilo en la composición y «gracia de actitudes», también se mostró deudor de Van Dyck, además de hacer uso con cierta frecuencia de estampas flamencas copiadas sin apenas variantes, como en la Conversión de San Pablo del Museo Cerralbo, basada en un grabado de Schelte à Bolswert sobre una composición de Rubens, o en la atribuida Andrómeda del Museo del Prado, copia de una estampa de Agostino Carracci, con la única significativa diferencia del vestido que cubre a la doncella, ocultando la desnudez del modelo original.
Pero la influencia más directa y constante recibida por Escalante podría ser la intimista y clásica de Alonso Cano, interpretada con gran suntuosidad y claridad lumínica, como podría comprobarse en la Anunciación de la Hispanic Society of America, fechada en 1663, muy próxima en composición y estilo a la que el granadino pintó para la iglesia de la Magdalena de Getafe. Buena prueba de su admiración por Cano es la adquisición de tres de sus pinturas mitológicas (Cupido y dos ninfas, Apolo y una diosa) en la almoneda de los bienes de José Cisneros, celebrada en Madrid en 1665. Perdidas las dos restantes, la diosa, descrita como entrepuerta, ha de ser con toda probabilidad la Juno de colección particular madrileña, dada a conocer por Alfonso E. Pérez Sánchez en 1999, cuyo perfil, muy significativamente, no dudará Escalante en utilizar para el San José con el Niño, san Juanito y dos ángeles del Museo de Bellas Artes de Asturias, trasladando a la silueta del santo la de la diosa.
Artista precoz y prolífico, entre sus numerosas composiciones Antonio Palomino elogió particularmente un Cristo Muerto que estaba en el convento de los Clérigos Menores y «verdaderamente parece de Tiziano», actualmente en el Museo del Prado (1663) y la Santa Catalina de Alejandría de la antigua parroquia de San Miguel, actual iglesia de Santos Justo y Pastor o de las Maravillas, «figura graciosísima, y caprichosa, que parece de Tintoretto». Con exquisita delicadeza y tonos claros explotó el tema de la Inmaculada (Budapest, Museo de Bellas Artes, 1663, Lumbier, Navarra, 1666) y asuntos devocionales en lienzos de pequeño formato, como el Niño Jesús con san Juanito del Museo del Prado o el San José del Ermitage. De las numerosas pinturas citadas por Palomino en iglesias madrileñas se conservan también, dispersos entre distintos museos y alguno perdido, algunos de los dieciocho asuntos del Antiguo Testamento tomados como prefiguraciones de la Eucaristía, que pintó entre 1667 y 1668 para la sacristía de la Merced Calzada, convento en el que había otras obras suyas y entre ellas un cuadro de la Redención en el refectorio donde según Palomino se autorretrató entre los cautivos. Aunque Palomino destacaba en ellos la imitación de Tintoretto y el Veronés, «porque sigue en todos aquel estilo en la composición», y el que representa al Ángel despertando al profeta Elías en el desierto (Berlín, Gemäldegalerie) ha estado de hecho atribuido durante muchos años a los venecianos Domenico Fetti y Francesco Maffei, es una influencia que debe entenderse conjugada con la recibida de Rubens, observable por ejemplo en Abraham y Melquisedec (Museo del Prado), composición tomada de uno de los cartones para la serie de tapices de las Descalzas Reales. La Real Academia de Bellas Artes de San Fernando conserva un Nazareno con la cruz a cuestas que recuerda a Tiziano, procedente de la Colección de Manuel Godoy.